# CLAP
CLAP (скорочення від Clever Apartment) — система розумного дому, створена в Україні; компанія, що займається розробкою і виробництвом комплексних бездротових систем розумного будинку. 
Засновником проекту є Олександр Пойманов. Розробкою і виробництвом системи (внутрішніх деталей) займаються у Вінниці. Систему почали встановлювати в новобудовах компанії Укрбуд у 2018 році. Першими проектом став ЖК «Spas Sky». В тому ж році, компанія була титульним спонсором ІТ-конференції iForum.

## Історія
Компанія CLAP була заснована в 2016 році Олександром Поймановим з метою розробки продукт українського виробництва для автоматизації побутових процесів.
У лютому 2016 року в Києві відкрито головний офіс компанії, а в квітні 2017 — представництво у Вінниці, де пізніше було розпочато виробництво.
У грудні 2017 року компанія уклала договір з «УКРБУД Девелопмент» на поставку 20 000 комплектів системи CLAP і почала його реалізацію. 27 сучасних ЖК УКРБУД будуть обладнані системою до 2022 року.
У березні 2019 були встановлені перші компоненти системи в декількох ЖК УКРБУД: «Сонячна Рів'єра», «Spas Sky» і «Харківський».
Компанія планує налагодити продажі в Грузію, Англію, Казахстан, Шрі-Ланку, Румунію, Данію, Польщу, Німеччину, Іспанію, Естонію, Грецію, Францію.
Штат компанії налічує 150 осіб. CLAP — повністю український продукт і всі стадії виробництва здійснюються в Україні.
Участь в міжнародних виставках:
- Інноваційна конференція IoT Tech Expo Europe 2019, Амстердам (Нідерланди)[14],
- Міжнародна виставка безпеки і охорони Intersec 2019, Дубай (ОАЕ),
- Ukrainian Silk Road Forum 2018, Київ (Україна),
- Kyiv Smart City Forum 2018, Київ (Україна)[15],
- GEOREX 2018, Батумі (Грузія)
- Український форум інтернет-діячів IForum 2018, Київ (Україна)[16],
- MIPIM 2018, Канни (Франція).

## Склад системи

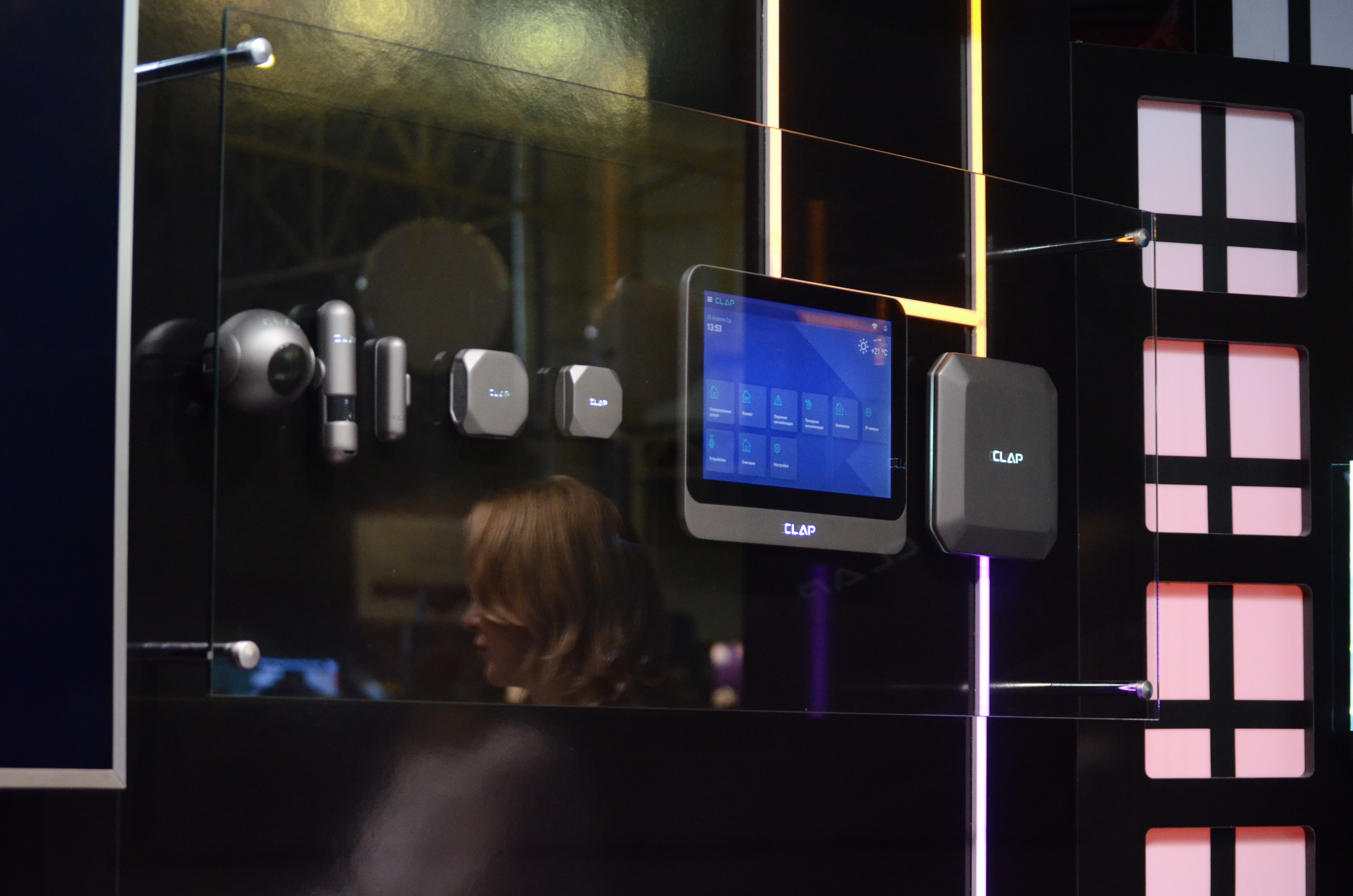
Елементи системи на iForum 2018

Система складається з ергономічних пристроїв та керується за допомогою мобільного додатку. Система забезпечує безпеку, сигналізуючи про проникнення; дозволяє контролювати доступ до будинку локально і віддалено; допомагає уникнути аварійних ситуацій, визначаючи перші ознаки потопу або пожежі; створює комфортні умови в будинку, регулюючи температуру, освітлення і роботу електроприладів; стежить за показниками мікроклімату в будинку; спрощує контроль споживання ресурсів за рахунок дистанційного зчитування показників лічильників і допомагає економити на комунальних платежах. Це єдина сучасна технологія розумного будинку, що об'єднала в собі автоматизацію домашнього простору і житлового комплексу в цілому.
Стандартний набір включає в себе такі компоненти:
- Координаційний центр «Хаб» для збору інформації та прийняття рішень, керуюча панель, яка з'єднується з домофоном;
- Безпровідні датчики, які контролюють головні параметри в кімнаті:
  - диму,
  - руху,
  - відкриття дверей чи вікон,
  - затоплення;
  - мультидатчики (з сенсорами освітленості, вологості і температури),
- Автоматичні водяні крани;
- Терморегулятор для батарей;
- Зчитувачі показників лічильників.

Додатково можна комплектувати відеодомофоном і планшетом-консоллю (центр керування).

## Нагороди і відзнаки
- «Innovative technology of the year» на EE Real Estate Project Awards (2018)[19].
- Спеціальна нагорода «За розробку екологічних та енергоефективних житлових технологій» на щорічній премії «Людина Року-2018» Олександру Пойманову (2019)[20][21][22].
- ТОП-5 кращих хардверних стартапів України за версією видання MC Today (2019)[23].